# Melanosporales
Melanosporales é uma ordem de fungos da classe Sordariomycetes.